# Mörtesjö
Mörtesjö är en sjö i Högsby kommun i Småland och ingår i Alsteråns huvudavrinningsområde. Sjön har en area på 0,148 kvadratkilometer och ligger 115 meter över havet.

## Delavrinningsområde
Mörtesjö ingår i det delavrinningsområde (632833-150560) som SMHI kallar för Inloppet i Bjärssjön. Medelhöjden är 130 meter över havet och ytan är 28,74 kvadratkilometer. Räknas de 8 avrinningsområdena uppströms in blir den ackumulerade arean 335,54 kvadratkilometer. Badebodaån som avvattnar avrinningsområdet har biflödesordning 2, vilket innebär att vattnet flödar genom totalt 2 vattendrag innan det når havet efter 57 kilometer. Avrinningsområdet består mestadels av skog (89 procent). Avrinningsområdet har 1,26 kvadratkilometer vattenytor vilket ger det en sjöprocent på 4,4 procent.